# Nelepeč-Žernůvka
Nelepeč-Žernůvka – gmina w Czechach, w powiecie Brno, w kraju południowomorawskim. Według danych z dnia 1 stycznia 2014 liczyła 83 mieszkańców.